# Litopenaeus vannamei
Litopenaeus vannamei (Boone, 1931), conhecido pelo nome comercial de camarão-de-patas-brancas ou camarão-branco-do-pacífico, é uma variedade de crustáceo da subordem Dendrobranchiata (e não Caridea) comumente pescado e criado para fins comerciais. Originário do Pacífico oriental, da região que vai do estado de Sonora, no México, até o norte do Peru, é a maior espécie de camarão de cativeiro. Os principais produtores comerciais deste crustáceo são Tailândia,  Indonésia, Vietnam, Ecuador, México e Brasil.

## Produção não sustentável
Em 2010, o Greenpeace Internacional adicionou o camarão-de-patas-brancas à sua Lista Vermelha de animais marinhos. "A lista de animais marinhos do Greenpeace Internacional é uma listagem de pescados comumente vendidos em supermercados mundo afora que apresentam um alto risco de provir de práticas de produção não sustentáveis."